# گریگوری جارویس
گریگوری بروس جارویس (به انگلیسی: Gregory Bruce Jarvis) فضانورد ناسا و مهندس آمریکایی بود که در انفجار فضاپیمای چلنجر در حین مأموریت STS-51-L کشته شد. او یکی از بهترین متخصصان ناسا بود.

## تحصیلات
جارویس در سال ۱۹۶۲ از دبیرستان مرکزی موهاک در موهاک، نیویورک فارغ‌التحصیل شد. در سال ۱۹۶۷ کارشناسی مهندسی برق را از دانشگاه ایالتی نیویورک در بوفالو (SUNY)، و کارشناسی ارشد این رشته را از دانشگاه نورت‌ایسترن در سال ۱۹۶۹ دریافت کرد. جارویس در همان سال به نیروی هوایی ایالات متحده پیوست و تا سال ۱۹۷۳، زمانی که او با افتخار به عنوان یک کاپیتان مرخص شد خدمت کرد. پس از آن برای سازمان هواپیمایی هیوز مشغول به کار شد. جارویس زمانیکه که مشغول به کار در هیوز بود توانست مدرک کارشناسی ارشد در رشتهٔ مدیریت علمی در دانشگاه وست کاست (به انگلیسی :  West Coast University) را نیز کسب کند.

## عملیات بازیابی
باقی‌ماندهٔ اجساد هفت فضانورد فاجعه چلنجر در کابین خدمه در کف اقیانوس کشف شد. بقایای گریگوری جارویس در کابین همراه با همکار فضانوردش رونالد مک نر و کریستا مک آولیف کشف شد. در عملیاتی که به منظور خارج کردن کابین خدمه از کف اقیانوس صورت گرفت، بدن جارویس مجدداً به دریا افتاد و ناپدید شد. در ۱۵ آوریل ۱۹۸۶، در آخرین تلاش برنامه‌ریزی شده برای بازیابی اجساد، بدن جارویس کشف و به ساحل بازگردانده شد.